# رد سوش
رِد سوش یک شرکت اشتراک فایل همتا به همتا بود که توسط تراویس کالانیک و مایکل تاد در سال ۲۰۰۱ پایه‌گذاری شده و در سال ۲۰۰۷ با پرداخت ۱۹ میلیون دلار آمریکا به مالکیت شرکت آکامای در آمد. رد سوش دارای یک دایرکتوری متمرکز بود که کارخواه‌ها و حافظه‌های نهان وب آنلاین را مشخص می‌کرد. پس از مالکیت آکامای، این شبکه به یک اشتراک فایل همتا به همتا تبدیل شد که در آن، امکان بارگیری یا سایدلودینگ ویدئوهای چندپخشی را از سایت‌های تحت پوشش خود فراهم می‌کند. قابلیت همتاپخشی (Peercasting) رد سوش، یک افزونه مرورگر است که ذخیره‌سازی داده‌ها و بازگردانی و اشتراک پرونده‌ها در شبکه سوش یا شبکه‌های توزیعی را انجام می‌دهد.
رد سوش از یک نرم‌افزار مالکیتی و پروتکل ارتباطاتی اشتراک پرونده همتا به همتا استفاده می‌کند که برای بازدهی بالای پهنای باند در هنگام انتقال فایل‌های ویدئویی حجم بالا طراحی شده‌اند.
شرکت رد سوش، یک کیت توسعه نرم‌افزار برای توسعه شخص ثالث ارائه می‌کند. این کیت شامل پشتیبانی از پیش‌تحویل‌ها، فیدهای آراس‌اس، ویجت‌ها و اپلیکیشن‌های جاوااسکریپت می‌شود. همچنین یک انجمن و دانشنامه برای اجتماع توسعه دهنده، فراهم است.